# Edson Minga
Edson Gilles Dico Minga, né le 31 mai 1979 à Brazzaville, est un joueur de football évoluant au poste d'attaquant sous les couleurs du Xiangxue Sun Hei. Il est également international congolais.

## Carrière en club
En 2007, Edson Minga a rejoint le club indien de la I-League Mahindra United.